# STX5
STX5 (англ. Syntaxin 5) – білок, який кодується однойменним геном, розташованим у людей на короткому плечі 11-ї хромосоми. Довжина поліпептидного ланцюга білка становить 355 амінокислот, а молекулярна маса — 39 673.
| 10         |  | 20         |  | 30         |  | 40         |  | 50         |
| ---------- |  | ---------- |  | ---------- |  | ---------- |  | ---------- |
| MIPRKRYGSK |  | NTDQGVYLGL |  | SKTQVLSPAT |  | AGSSSSDIAP |  | LPPPVTLVPP |
| PPDTMSCRDR |  | TQEFLSACKS |  | LQTRQNGIQT |  | NKPALRAVRQ |  | RSEFTLMAKR |
| IGKDLSNTFA |  | KLEKLTILAK |  | RKSLFDDKAV |  | EIEELTYIIK |  | QDINSLNKQI |
| AQLQDFVRAK |  | GSQSGRHLQT |  | HSNTIVVSLQ |  | SKLASMSNDF |  | KSVLEVRTEN |
| LKQQRSRREQ |  | FSRAPVSALP |  | LAPNHLGGGA |  | VVLGAESHAS |  | KDVAIDMMDS |
| RTSQQLQLID |  | EQDSYIQSRA |  | DTMQNIESTI |  | VELGSIFQQL |  | AHMVKEQEET |
| IQRIDENVLG |  | AQLDVEAAHS |  | EILKYFQSVT |  | SNRWLMVKIF |  | LILIVFFIIF |
| VVFLA      |  |            |  |            |  |            |  |            |

A: Аланін

C: Цистеїн

D: Аспарагінова кислота

E: Глутамінова кислота

F: Фенілаланін

G: Гліцин

H: Гістидин

I: Ізолейцин

K: Лізин

L: Лейцин

M: Метіонін

N: Аспарагін

P: Пролін

Q: Глутамін

R: Аргінін

S: Серин

T: Треонін

V: Валін

W: Триптофан

Задіяний у таких біологічних процесах, як транспорт, альтернативний сплайсинг. 
Локалізований у мембрані, апараті гольджі.